# جان برادستریت
جان برادستریت (انگلیسی: John Bradstreet؛ ۲۱ دسامبر ۱۷۱۴ – ۲۵ سپتامبر ۱۷۷۴) فرد نظامی اهل پادشاهی بریتانیای کبیر بود.